# شاطئ الكهوف العجيبة
شاطئ الكهوف العجيبة هو شاطئ ببلدية زيامة منصورية الجزائرية، يوجد باعاليه الكهوف العجيبة. يصب فيه وادي دار الواد.

## معرض صور

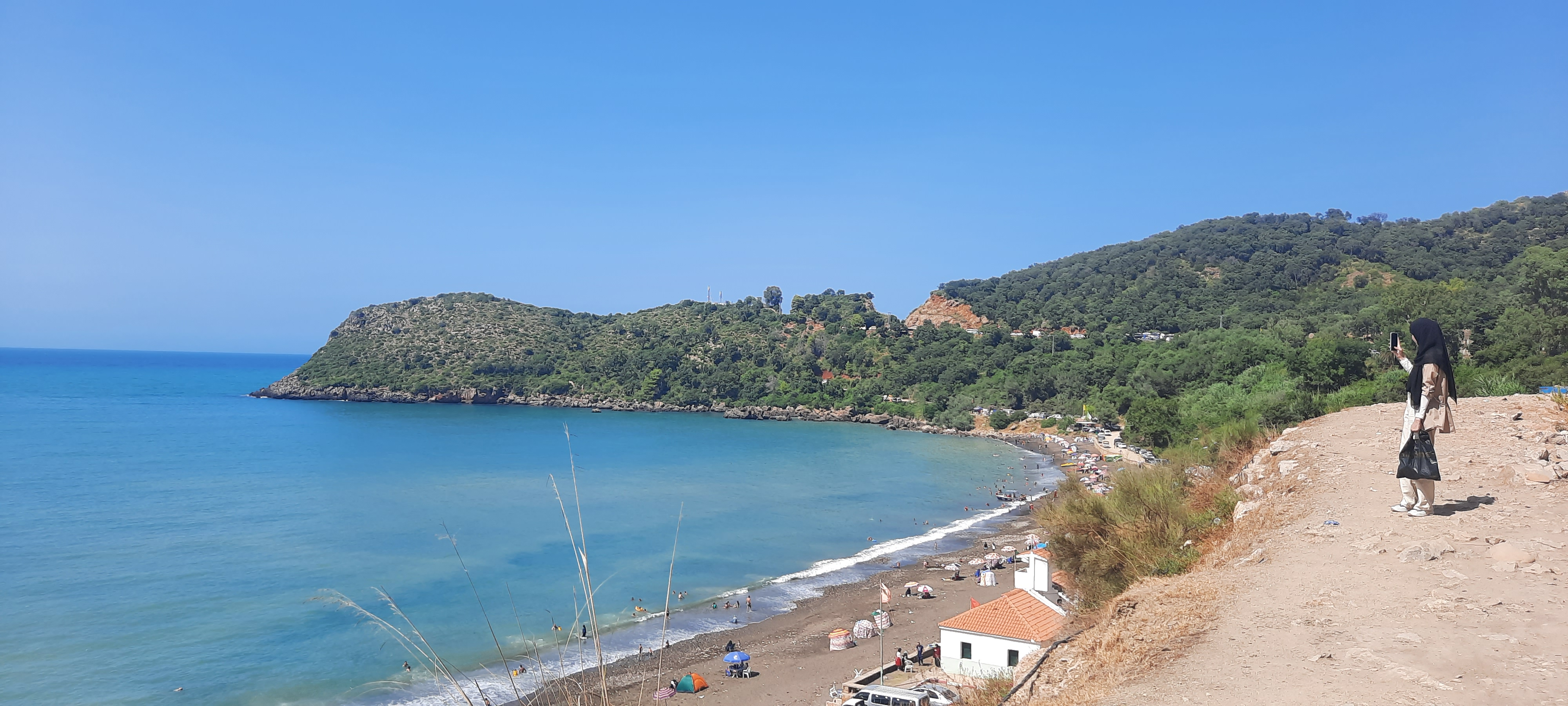
منظر للشاطئ من اطريق الوطني رقم 42 باتجاه الشرق